# Paspalum modestum
Paspalum modestum är en gräsart som beskrevs av Carl Christian Mez. Paspalum modestum ingår i släktet tvillinghirser, och familjen gräs. Inga underarter finns listade i Catalogue of Life.